# 华容站
华容站，位于中华人民共和国湖北省鄂州市华容区华容镇熊皮村，是武九铁路上的火车站，由武汉铁路局管辖。车站于2005年启用，2007年1月开办客运业务；因乘客不多，于2014年12月10日暂停客运业务。

## 歷史
华容辖区内原有武大铁路新店、胡林等车站，后因两站距离华容中心地区较远，1966年湖北省第二次贫下中农代表大会决定新设华容乘降所。乘降所位于三分姜，候车室面积100平方米，每日有2对慢车停靠，1997年关闭:277。
2005年6月23日位于刘花村的武九铁路新华容站建成，与葛店、樊口站相邻。新站在运营初期由胡林站管辖，2005年7月8日胡林站撤销后改由鄂州车务段管辖，2006年3月17日鄂州车务段撤并后改由武昌东车务段管辖至今:277。
2007年2月3日新华容站开办客运业务，停靠旅客列车停靠一对，同年4月18日增加至4对、9月10日增加为7.5对，最高时每日有8对旅客列车停靠:277。由于客流较少，车站于2014年12月10日暂停客运业务。
有都市传说认为，由于车站距离原中国铁道部部长刘志军的老家仅有6公里之远，华容新客站运营初期明显与华容当地的经济发展不符的站房规模和停靠列车次数可能系刘志军介入的结果。
2017年初，中共华容区区委、政府在荒废的站前区块建设占地22万平方米的“华容园”，2019年完工。

## 车站结构
新华容站站房面积4995平方米。其中售票处87平方米、候车室595平方米、行包房144平方米。站内驻有武汉桥工段鄂州线路车间华容工务工区、武汉电务段武东车间华容信号工区、武铁公安处鄂州车站派出所华容警务点，武铁房建总公司水务分公司华容驻站点等单位:277。

### 站场
华容站设有2条正线、2条到发线、旅客站台2座。其中1站台长550米、宽9米；2站台长550米、宽8米。车站预留有面积2840平方米的货场一座，内预留长328平方米的货物线一条:277。